# Internazionali di Francia 1946
Gli Internazionali di Francia 1946 (conosciuti oggi come Open di Francia o Roland Garros) sono stati la 45ª edizione degli Internazionali di Francia di tennis. Si sono svolti sui campi in terra rossa dello Stade Roland Garros di Parigi in Francia.
Il singolare maschile è stato vinto da Marcel Bernard, che si è imposto su Jaroslav Drobný in cinque set col punteggio di 3–6, 2–6, 6–1, 6–4, 6–3. Il singolare femminile è stato vinto da Margaret Osborne, che ha battuto in tre set Pauline Betz. Nel doppio maschile si sono imposti Marcel Bernard e Yvon Petra. Nel doppio femminile hanno trionfato Louise Brough e Margaret Osborne duPont. Nel doppio misto la vittoria è andata a Pauline Betz in coppia con Budge Patty.

## Seniors

### Singolare maschile
Marcel Bernard ha battuto in finale  Jaroslav Drobný con il punteggio di 3–6, 2–6, 6–1, 6–4, 6–3.

### Singolare femminile
Margaret Osborne ha battuto in finale  Pauline Betz con il punteggio di 1–6, 8–6, 7–5.

### Doppio maschile
Marcel Bernard /  Yvon Petra hanno battuto in finale  Enrique Morea /  Pancho Segura con il punteggio di 7–5, 6–3, 0–6, 1–6, 10–8.

### Doppio Femminile
Louise Brough /  Margaret Osborne duPont hanno battuto in finale  Pauline Betz /  Doris Hart con il punteggio di 6–4, 0–6, 6–1.

### Doppio Misto
Pauline Betz /  Budge Patty hanno battuto in finale  Dorothy Bundy /  Tom Brown con il punteggio di 7–5, 9–7.